# Station Leosia
Station Leosia is een spoorwegstation in de Poolse plaats Leosia.